# Трънковче
Трънковчето (Cercotrichas galactotes) е птица от семейство Мухоловкови (Muscicapidae). Разпростанена е в ограничени части на южна Европа и предимно в северна Африка и Близкия изток. Среща се и в България, като е включен в Закона за биологичното разнообразие. За България е гнездящо-прелетен вид. Зимата прекарва на юг от Сахара.

## Физически характеристики
Трънковчето е с дължина на тялото 15-17 см. Гръбчето на трънковчето е кафеникаво, а отдолу е мръснобял. Има дълга червено-кафява опашка с черно-бели върхове на перата, които не се виждат при прибрана опашка. Главата има откроен рисунък - бяла надочна "вежда" с тънка тъмна ивица през окото. Често има и тъмна странична теменна ивица. Половете и различните възрасти са с подобна окраска. Срещат се два подвида - C. galactodes galactodes и C. galactodes syriaca - които се различават по цвета на гръбчето. При ssp. galactodes е ръждиво-бежов, малко по-малко наситен от опашката, а гърдите са светлобежови. При ssp. syriaca гърбът е сиво-кафяв, а гърдите и страните - сиви, като главата е също с по-силно контрастен рисунък.

## Начин на живот и хранене
Трънковчето се храни с насекоми. Гнезди по сухи и открити места, често в близост до селища, сред храсталаци, овощни градини, живи плетове. Често се среща на земята или кацнал на бодливи кактуси. Характерно поведение е потрепването на крилата и рязко повдигане на опашката с разперване и бавно свеждане. Подвидът C. galactodes galactodes се среща в Испания, северозападна Африка, Египет и Израел, а C. galactodes syriaca - югоизточна Европа, Турция и Сирия.

## Допълнителни сведения
Обаждането му може да се опише като „твърдо цвъркане с език и меко ясно подсвиркване „юх““, наподобява жужене на насекомо. Песента е ясна и прилича на дроздовата, само че по-висока.